# 이천 나들목
이천 나들목(Icheon IC)은 경기도 이천시 대월면 사동리와 부발읍 가산리에 걸쳐 있는 영동고속도로의 22번 교차로이다. 나들목 진출입로 및 요금소는 부발읍 아미리, 신하리와 접하고 있다. 대월면, 부발읍 및 이천시내로 진출할 수 있으며, 인근에 경강선 부발역과 SK하이닉스 이천공장이 있다.

## 연혁
- 1971년 12월 1일 : 영동고속도로 용인 ~ 새말 구간 개통에 따라 영업 개시[1]
- 2004년 7월 27일 : 나들목 확장 공사 취소[2]

## 구조물 정보
- 위치: 경기도 이천시 대월면 사동리, 부발읍 가산리
- 영업소: 경기도 이천시 부발읍 경충대로2092번길 76-76
- 한국도로공사 이천지사: 경기도 이천시 부발읍 경충대로 2042

## 접속하는 도로
- 경충대로 (구 국도 제3호선)

## 교통량 정보
| 요금소        | 통행량 (대/일) | 통행량 (대/일) | 통행량 (대/일) | 통행량 (대/일) | 통행량 (대/일) | 통행량 (대/일) | 통행량 (대/일) | 통행량 (대/일) | 통행량 (대/일) | 통행량 (대/일) | 각주  |
| 요금소        | 2001년         | 2002년         | 2003년         | 2004년         | 2005년         | 2006년         | 2007년         | 2008년         | 2009년         | 2010년         | 각주  |
| ------------- | -------------- | -------------- | -------------- | -------------- | -------------- | -------------- | -------------- | -------------- | -------------- | -------------- | ----- |
| 이천 (폐쇄식) | 11,017         | 10,700         | 10,162         | 10,931         | 10,947         | 11,036         | 11,460         | 11,083         | 11,018         | 11,512         | [ 3 ] |
| 요금소        | 2011년         | 2012년         | 2013년         | 2014년         | 2015년         | 2016년         | 2017년         | 2018년         | 2019년         |                | [ 3 ] |
| 이천 (폐쇄식) | 11,754         | 11,840         | 12,023         | 12,676         | 13,327         | 12,898         | 13,169         | 11,758         | 12,236         |                | [ 3 ] |